# ビースト・フロム・ジ・イースト
ビースト・フロム・ジ・イースト（Beast from the East）は、アルバム『バック・フォー・ジ・アタック』発売に際し、ヘヴィメタルバンド・ドッケンが1988年（昭和63年）4月に行った日本公演を録音したライブ・アルバムである。このアルバムはライブ収録されたドッケンの人気曲と、スタジオ収録された「ウォーク・アウェイ」で構成され、1988年11月16日に発売された。同曲のミュージック・ビデオはメンバーが砂漠の山頂でパフォーマンスする場面が収録された。収録曲「Dream Warriors」は映画『エルム街の悪夢3 惨劇の館』のテーマソングである。

## 収録曲

### 日本版

#### Disc 1
1. "Unchain the Night" 5:38
2. "Tooth and Nail" 3:18
3. "Standing In The Shadows" 4:27
4. "Sleepless Nights" 4:08
5. "Dream Warriors" 4:09
6. "Kiss of Death" 5:21
7. "When Heaven Comes Down" 3:44
8. "Into the Fire" 5:02
9. "Mr. Scary" 8:13

#### Disc 2
1. "Heaven Sent" 5:12
2. "It's Not Love" 6:14
3. "Alone Again" 5:34
4. "Just Got Lucky" 5:02
5. "Breaking the Chains" 3:55
6. "In My Dreams" 5:02
7. "Turn On The Action" 4:58
8. "Walk Away" 5:00

### 米国版
1. "Unchain the Night"
2. "Tooth and Nail"
3. "Dream Warriors"
4. "Kiss of Death"
5. "When Heaven Comes Down"
6. "Into the Fire"
7. "Mr. Scary"
8. "Heaven Sent"
9. "It's Not Love"
10. "Alone Again"
11. "Just Got Lucky"
12. "Breaking the Chains"
13. "In My Dreams"
14. "Walk Away"

## 参加ミュージシャン
- ドン・ドッケン - ボーカル
- ジョージ・リンチ - ギター
- ジェフ・ピルソン - ベース、バッキング・ボーカル
- ミック・ブラウン - ドラムス、バッキング・ボーカル